# Sant Pere vell de Casa Carrera
Sant Pere vell de Casa Carrera és una capella particular de Casa Carrera, a la vila d'Esterri d'Àneu, en el terme municipal del mateix nom, a la comarca del Pallars Sobirà, protegida com a Bé Cultural d'Interès Local.
Està situada a Casa Carrera, en la part més elevada del poble vell d'Esterri d'Àneu, per damunt i a ponent de la carretera que porta a la vall d'Isil.

## Descripció
De l'antiga església de Sant Pere, edifici d'una sola nau, coronada per un absis semicircular a llevant, només es conserva el mur de ponent. En el fragment de mur sud conservat, immediat a l'arc presbiterial, i en aquest mateix, es conserven sengles finestres de doble esqueixada i proporcions esveltes. L'aparell és format per carreuó de pedra de riu, disposat en filades uniformes, amb interposició de filades horitzontals de lloses, i amb la presència de pedra tosca en la formació de la lesena i les finestres. No hi ha indicis d'on podria obrir-se la porta. i és molt semblant al de la propera església de Santa Maria d'Àneu.
També s'han servat unes sepultures antropomorfes, excavades a la roca, al costat meridional del temple.

## Les pintures murals de Sant Pere Vell al MNAC
Un fragment de la decoració mural d'aquesta església es conserva en el Museu d'Art Nacional de Catalunya (núm. MNAC 4530).